# 岳阳港
岳阳港是指岳阳市所辖港口集群，分为多个港区，主要是位于长江沿岸城陵矶地区的城陵矶港。近年来新开发位于岳阳县港区的鹿角码头和位于云溪区道仁矶镇的道仁矶港。岳阳港最早开埠于1899年（清光绪二十五年），开埠港口为城陵矶港。

## 主要港区
- 城陵矶港区
- 陆城港区
- 道仁矶港区
- 岳阳县港区
- 君山港区
- 汨罗港区
- 临湘港区
- 华容港区
- 湘阴港区[1][2]